# Blériot IX
Die Blériot IX war ein Eindecker des französischen Luftfahrtpioniers Louis Blériot.

## Konstruktion
Das Flugzeug war ein Mitteldecker mit offenem Cockpit. Das Fahrwerk bestand aus einem zweiräderigen Hauptfahrwerk und einem am hinteren Abschnitt des Rumpfes angebrachten Stützrad. Eine Besonderheit war ein Metallpropeller, der am Boden eingestellt werden konnte.

## Verwendung
Das Flugzeug wurde bei der ersten Luftfahrtausstellung im Grand Palais in Paris ausgestellt. Bei der Erprobung erwies sich das Flugzeug als zu schwer und hob nicht ab.

## Technische Daten
| Blériot IX:      |                                              |
| Kenngröße        | Daten                                        |
| Flügelspannweite | 9 m                                          |
| Tragflügelfläche | 24 m²                                        |
| Antrieb          | Ein Antoinette 16 Zylinder V-Motor mit 50 PS |
| Fluggewicht      | 410 kg                                       |